# Загорське (Черняховський район)
Загорське (рос. Загорское) — селище Черняховського району, Калінінградської області Росії. Входить до складу Калузького сільського поселення.
Населення —  516 осіб (2015 рік). 

## Населення
| 1910 | 1933 | 1939 | 2002 | 2010 |
| ---- | ---- | ---- | ---- | ---- |
| 402  | ↗564 | ↗624 | ↗681 | ↘516 |